# Konoe Fumimaro
Hoàng thân Konoe Fumimaro (近衞 文麿 Cận Vệ Văn Mi, 12 tháng 10 năm 1891 – 16 tháng 12 năm 1945) là chính trị gia người Nhật giữ chức Thủ tướng Nhật Bản, Chủ tịch Hội đồng cơ mật và là lãnh đạo và sáng lập Taisei Yokusankai. Ông là Thủ tướng lãnh đạo Nhật Bản tham gia Chiến tranh Trung-Nhật khi lên làm Thủ tướng lần thứ nhất. Về sau, khi lên làm Thủ tướng lần thứ hai, ông cố gắng để kết thúc chiến tranh (phe chủ hoà) trong khi phe chủ chiến của Tojo Hideki lại cố gắng đưa Nhật Bản thêm vào cuộc chiến tranh với Mĩ, đưa Nhật Bản tham gia vào Chiến tranh thế giới thứ hai. Sau cùng, vì phe chủ chiến thắng thế khi Nhật Hoàng phê chuẩn cuộc tấn công Trân Châu Cảng thì ông đã chủ động từ chức và để Tōjō Hideki lên làm Thủ tướng.
Vào tháng 2 năm 1945, nhận thấy phe phá‌t xí‌t không thể thắng trong Đại chiến thế giới lần thứ hai, Konoe kêu gọi Nhật hoàng đàm phán với phe Đồng Minh để chấm dứt chiến tranh. Tuy nhiên, Nhật hoàng từ chối đề nghị của ông.
Sau khi Nhật hoàng Hirohito tuyên bố đầu hàng phe Đồng Minh vào năm 1945, Fumimaro gia nhập nội các của Higashikuni Naruhiko - chính phủ đầu tiên của Nhật Bản sau Thế chiến II. Cựu thủ tướng trở lại chính trường với hy vọng ông có thể đóng góp trí tuệ vào quá trình tái thiết đất nước. Hy vọng của ông tắt ngấm do tướng Douglas MacArthur, người quản lý Nhật Bản sau chiến tranh, coi Konoe là một tội phạm chiến tranh. Để chứng minh bản thân vô tội, ngày 16 tháng 12 năm 1945, Konoe đã tự sát bằng chất độc Kali cyanide lúc đó ông mới 54 tuổi.
Cháu ngoại của ông, Hosokawa Morihiro trở thành Thủ tướng thứ 79 của Nhật Bản 50 năm sau khi ông qua đời.

## Thời thơ ấu

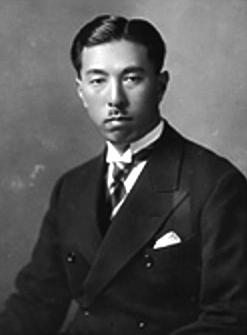
Konoe ở độ tuổi 20

Fumimaro Konoe (thường Konoye), ra đời vào năm Tokyo vào ngày 12 tháng 10 năm 1891 tới gia đình Konoe nổi tiếng, một trong những nhánh chính của gia tộc Fujiwara cổ xưa. Điều này khiến Konoe trở thành "người đứng đầu của gia tộc quý tộc có uy tín nhất và có thứ hạng cao nhất trong vương quốc." Họ lần đầu tiên trở nên độc lập khỏi Fujiwara vào thế kỷ 12, khi Minamoto no Yoritomo chia Fujiwara thành Năm nhà nhiếp chính (go-sekke). Nhà sử học Nhật Bản Eri Hotta đã mô tả Konoe là "Đầu tiên trong số các go-sekke"; Fumimaro sẽ là nhà lãnh đạo thứ 29 của nhóm. Trong khi chiều cao trung bình của người Nhật vào thời điểm đó là khoảng 160 cm (5 ft 3 in), Konoe là hơn 180 cm (cao 5 ft 11 in).
Cha của Konoe, Atsumaro, đã hoạt động chính trị, tổ chức Hiệp hội chống Nga vào năm 1903. Mẹ của Fumimaro qua đời ngay sau khi ông sinh ra; cha anh sau đó cưới em gái của cô. Fumimaro đã lầm tưởng rằng bà là mẹ ruột của anh và phát hiện ra sự thật khi anh 12 tuổi sau cái chết của cha mình.
Fumimaro thừa hưởng món nợ của gia đình khi cha anh qua đời. Nhờ sự hỗ trợ tài chính của zaibatsu Sumitomo mà ông nhận được trong suốt sự nghiệp của mình và việc bán đấu giá các vật gia truyền của Fujiwara, gia đình đã có thể trở nên có khả năng thanh toán.
Fumimaro không phải là thành viên tài năng duy nhất trong gia đình ông: em trai ông Hidemaro Konoye sau này trở thành nhạc trưởng giao hưởng và thành lập NHK Symphony Orchestra.
Tại Đại học Hoàng gia Kyoto, Fumimaro nghiên cứu về chủ nghĩa xã hội, dịch "Oscar Wilde" của The Soul of Man Under Socialism" sang tiếng Nhật. Ở đó, ông gặp genrō Saionji Kinmochi và trở thành người bảo trợ của ông. Sau khi tốt nghiệp, Konoe tìm đến Saionji để xin lời khuyên về việc bắt đầu sự nghiệp chính trị, và làm việc một thời gian ngắn ở bộ Nội vụ trước khi cùng người cố vấn của mình đến Versailles với tư cách là thành viên của phái đoàn hòa bình Nhật Bản.

## Viện Quý tộc

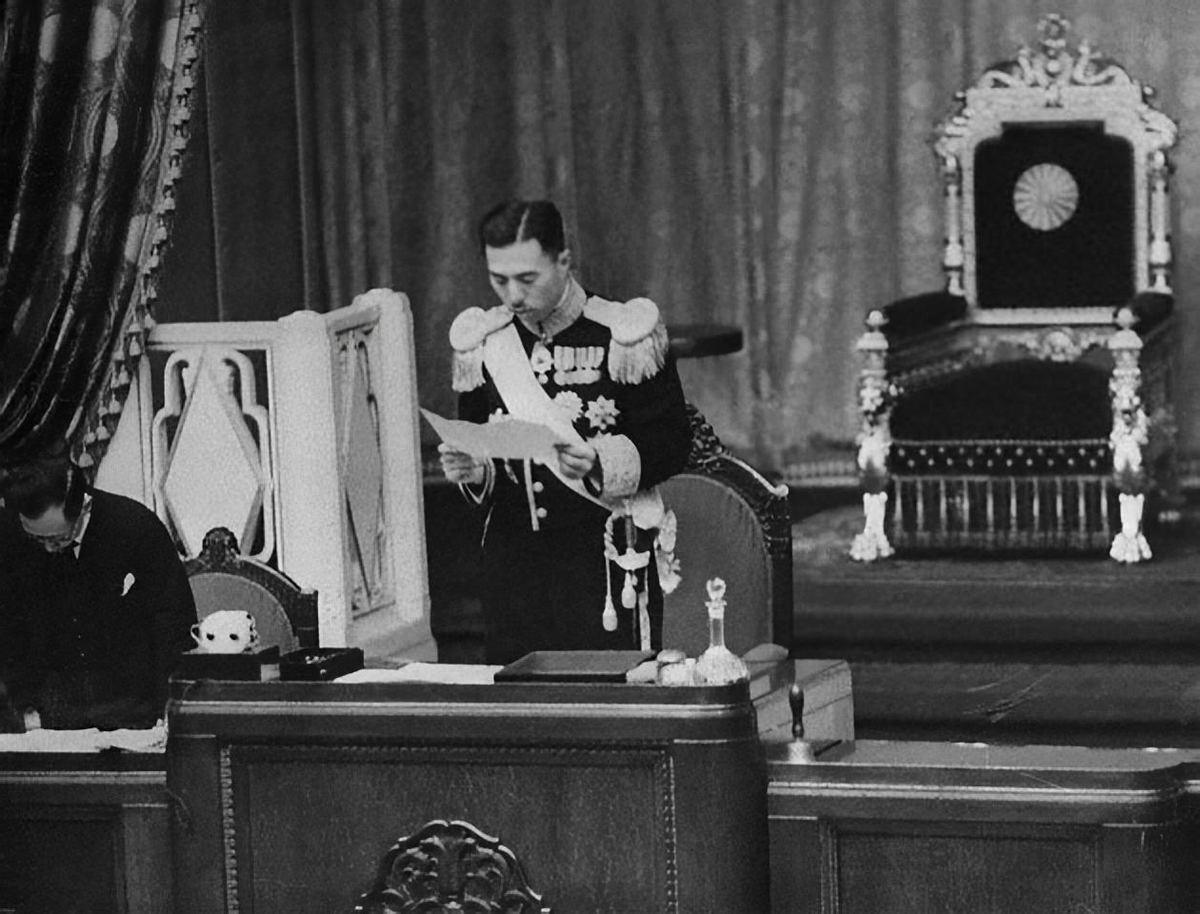
Konoe đọc bản sắc lệnh của đế quốc với tư cách là chủ tịch Viện Quý tộc, 1936

Năm 1916, khi đang học đại học, Konoe đảm nhận vị trí của cha mình trong Viện Quý tộc, thượng viện của Quốc hội Nhật Bản. Sau khi trở về từ Châu Âu, ông được tuyển dụng tích cực bởi phe phái chính trị hùng mạnh nhất của dân chủ Taishou của Nhật Bản trong những năm 1920: kenkyukai, một phe quân phiệt, bảo thủ, do Yamagata Aritomo và thường phản đối cải cách dân chủ. Vào tháng 9 năm 1922, ông tham gia cùng họ.
Phe đối lập là seiyukai, dẫn đầu bởi Hara Takashi, lấy sức mạnh từ hạ viện. Cuối cùng seiyukai đã có thể nhận được sự ủng hộ của Aritomo, và Hara Takashi trở thành thủ tướng vào năm 1918. Konoe tin rằng Hạ viện nên giữ thái độ trung lập trong chính trị đảng phái , kẻo một tầng lớp quý tộc có vẻ theo đảng phái sẽ bị hạn chế đặc quyền của họ. Do đó, ông ủng hộ chính phủ seiyukai của Takashi, cũng như hầu hết kenkyukai.
Tuy nhiên, đến năm 1923, seiyukai đã chia thành hai phe và không còn có thể kiểm soát chính phủ nữa. Trong thời kỳ nắm quyền thủ tướng của Kato Komei và đảng của ông, kenseikai, Konoe ủng hộ quyền bầu cử phổ thông cho nam giới để ngăn chặn việc cắt giảm nghiêm trọng các đặc quyền cao quý. Konoe tin rằng quyền bầu cử phổ thông cho nam giới là cách tốt nhất để giải quyết sự bất mãn của dân chúng và do đó giảm cơ hội xảy ra cách mạng bạo lực. Khi nhóm đồng nghiệp liên minh với các phe phái chính trị khác nhau ở hạ viện, Konoe rời bỏ kenkyukai vào tháng 11 năm 1927.
Giống như quan điểm của mình đối với giới quý tộc, ông tin rằng hoàng đế không nên nắm giữ các chức vụ chính trị. Trong mắt ông, một hoàng đế chính trị sẽ làm giảm uy tín của đế quốc, làm suy yếu quyền lực thống nhất của ngai vàng, khiến hoàng đế bị chỉ trích và có khả năng phá hoại sự yên bình trong nước. Nỗi sợ hãi lớn nhất của ông trong thời kỳ công nghiệp hóa nhanh chóng này sẽ trở thành mối đe dọa của cuộc cách mạng cánh tả, được tạo điều kiện bởi chủ nghĩa bè phái nhỏ mọn của các phe phái chính trị của nền dân chủ Taishō. Konoe coi đẳng cấp như một bức tường thành của sự ổn định, cam kết mang lại sự yên bình, hài hòa và duy trì hiện trạng. Chức năng của nó là hạn chế sự thái quá của chính phủ dân cử, nhưng quyền lực của nó phải được sử dụng một cách tiết kiệm.

## Liên minh với Bộ Nội vụ
Bộ Nội vụ Nhật Bản cực kỳ quyền lực, phụ trách cảnh sát, bầu cử, công trình công cộng, đền thờ Thần đạo và phát triển đất đai. Bộ nội vụ cũng bị lạm dụng để gây ảnh hưởng đến các cuộc bầu cử có lợi cho đảng cầm quyền. Mặc dù đã từng tin rằng nó không xứng đáng với phẩm giá của một nhà quý tộc, Konoe đã tham gia vào một liên minh với các quan chức quan trọng của bộ nội vụ. Người quan trọng nhất trong số những quan chức này là Yoshiharu Tazawa, người mà ông gặp sau khi trở thành giám đốc điều hành của Japan Youth Hall (Nippon Seinenkan) vào năm 1921. Konoe và các đồng minh của ông đã nhìn thấy ảnh hưởng của chính sách meiboka địa phương các ông chủ như một mối đe dọa đối với sự ổn định chính trị của Nhật Bản. Chế độ phổ thông đầu phiếu đã mở ra quyền bầu cử cho tầng lớp nông dân ít học, nhưng các ông chủ địa phương, sử dụng chính sách thùng thịt lợn, đã thao túng ảnh hưởng của họ đối với chính phủ. Các quan chức này cũng chia sẻ mối quan ngại của Konoe về ảnh hưởng của đảng trong Bộ Nội vụ, nơi đã chứng kiến sự thay đổi lớn phản ánh những biến động chính trị xảy ra trong Quốc hội. Konoe bắt đầu liên kết với hội thanh niên hai tháng sau khi xuất bản một bài báo vào tháng 7 năm 1921, trong đó ông nhấn mạnh việc giáo dục trí tuệ và đạo đức chính trị của cử tri, đồng thời than thở rằng giáo dục chỉ dạy thanh niên chấp nhận ý tưởng một cách thụ động từ cấp trên. Đoàn Thanh niên (Seinendan) sau đó được thành lập để nuôi dưỡng ý thức đạo đức về nghĩa vụ công dân trong người dân, với mục đích chung là phá hủy hệ thống  meiboka .
Năm 1925, Konoe và các quan chức này thành lập Liên minh vì một Nhật Bản mới (Shin Nippon Domei), ủng hộ khái niệm chính phủ đại diện nhưng bác bỏ giá trị của các ông chủ đảng và làng địa phương, thay vào đó ủng hộ các ứng cử viên mới từ bên ngoài các đảng nên tranh cử. Hiệp hội thanh lọc bầu cử (Senkyo Shukusei Dōmeikai) cũng được thành lập, một tổ chức có mục đích là phá vỡ và làm suy yếu hoạt động sản xuất thùng thịt lợn địa phương. chính trị bằng cách ủng hộ các ứng cử viên không chịu ơn các ông chủ meiboka. Liên minh đã thành lập một đảng chính trị (meiseikai) nhưng không thể đảm bảo được sự ủng hộ của quần chúng và giải thể trong vòng hai năm kể từ khi thành lập (năm 1928).

## Con đường dẫn đến ghế Thủ tướng
Trong những năm 1920, chính sách đối ngoại của Nhật Bản phần lớn phù hợp với chính sách Anh-Mỹ, Hiệp ước Versailles và hiệp ước Hội nghị Hải quân Washington, và đã có sự thỏa thuận giữa các cường quốc về việc thành lập một cơ quan độc lập. nhà nước Trung Quốc. Một hệ thống đảng hưng thịnh kiểm soát nội các trong liên minh với ngành công nghiệp. Đại suy thoái của những năm 1930, sự trỗi dậy của Liên Xô sức mạnh quân sự ở phía đông, tiếp tục nhấn mạnh vào những hạn chế đối với sức mạnh hải quân Nhật Bản, và sự phản kháng ngày càng tăng của Trung Quốc đối với sự xâm lược của Nhật Bản ở châu Á đã đánh dấu sự từ bỏ hợp tác của Nhật Bản với các cường quốc Anh-Mỹ. Chính phủ Nhật Bản bắt đầu tìm kiếm quyền tự chủ trong chính sách đối ngoại, và — khi cảm giác khủng hoảng ngày càng sâu sắc — sự đoàn kết và huy động trở thành mệnh lệnh bao trùm.
Konoe đảm nhận chức phó chủ tịch Hạ viện vào năm 1931. Năm 1932, các đảng phái chính trị mất quyền kiểm soát nội các. Từ đó trở đi, các nội các được thành lập bởi các liên minh của giới tinh hoa chính trị và các phe phái quân sự. Khi Nhật Bản huy động nguồn lực cho chiến tranh, chính phủ tăng cường trấn áp các đảng phái chính trị và những gì còn lại của cánh tả. Konoe lên giữ chức chủ tịch Hạ viện vào năm 1933 và dành trong vài năm tới sẽ làm trung gian giữa các phe phái chính trị ưu tú, sự đồng thuận chính sách của giới tinh hoa và đoàn kết dân tộc.
Trong khi đó, Fumimaro gửi con trai cả của mình Fumitaka sang Mỹ du học, tại Princeton, với mong muốn chuẩn bị cho cậu ấy về chính trị và biến cậu ấy thành một người có khả năng đề xuất Nhật Bản ở Mỹ. Không giống như hầu hết những người ưu tú cùng thời, Fumimaro không được học ở nước ngoài do tài chính nghèo nàn của cha mình. Fumimaro đến thăm Fumitaka vào năm 1934 và ông bị sốc trước [[tình cảm chống Nhật Bản] ngày càng tăng ]]. Trải nghiệm này làm sâu sắc thêm sự phẫn nộ của ông đối với Hoa Kỳ, quốc gia mà ông cho là ích kỷ và phân biệt chủng tộc, đồng thời ông đổ lỗi cho việc nước này đã không ngăn chặn được thảm họa kinh tế. Trong một bài phát biểu năm 1935, Konoe nói rằng sự "độc quyền" tài nguyên của liên minh Anh-Mỹ phải chấm dứt và được thay thế bằng một "thỏa thuận quốc tế mới" để giúp các nước như Nhật Bản chăm sóc dân số ngày càng tăng của họ.
Do đó, quan điểm của Konoe là sự tóm tắt lại những quan điểm mà ông đã bày tỏ tại Versailles gần 20 năm trước. Ông vẫn tin rằng Nhật Bản ngang hàng và là đối thủ của các cường quốc phương Tây, rằng Nhật Bản có quyền bành trướng ở Trung Quốc, rằng sự bành trướng đó là "sự sống còn" và rằng "các cường quốc Anh-Mỹ là những kẻ đạo đức giả đang tìm cách thực thi quyền lợi của họ" thống trị kinh tế thế giới."

## Thủ tướng và cuộc chiến với Trung Quốc

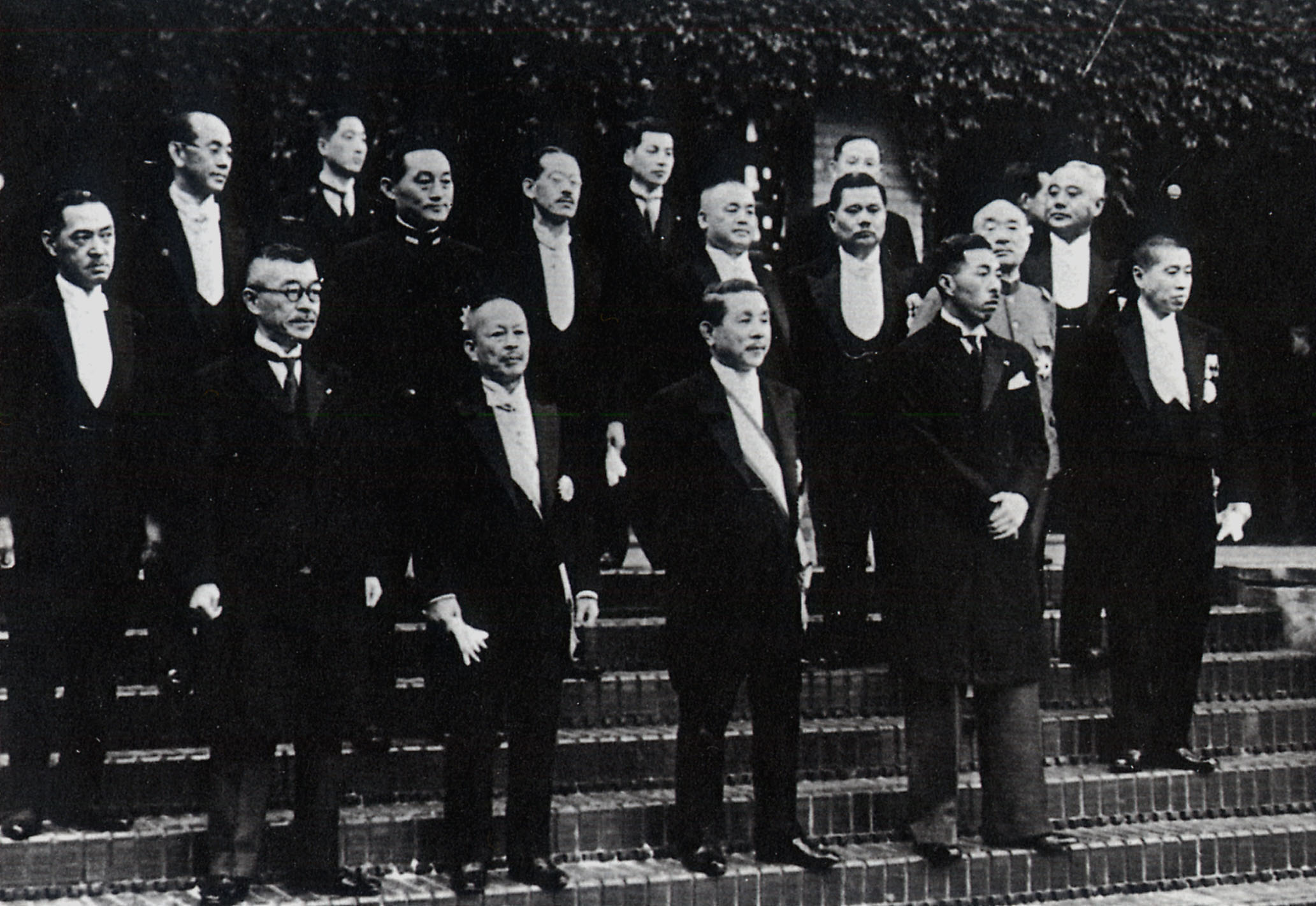
Konoe và các bộ trưởng nội các đầu tiên của ông vào năm 1937

Konoe năm 1938

Bất chấp sự dạy dỗ của Saionji Kinmochi theo khuynh hướng tự do, nghiên cứu về chủ nghĩa xã hội ở trường đại học và sự ủng hộ của ông đối với quyền bầu cử phổ thông, ông dường như đã có một sự thu hút trái ngược với chủ nghĩa phát xít, khiến ông tức giận và phẫn nộ. đã báo động genrō đang già đi. Tại một bữa tiệc hóa trang trước khi con gái của Saionji kết hôn vào năm 1937, người ta cho rằng ông đã hóa trang thành Hitler. Bất chấp những nghi ngờ này, Saionji đã đề cử Konoe vào vị trí Hoàng đế Hirohito, và vào tháng 6 năm 1937 Konoe trở thành Thủ tướng.
Khi nhậm chức, Nội các Konoe thứ nhất đã dành khoảng thời gian ngắn từ đó đến chiến tranh với Trung Quốc cố gắng đảm bảo sự ân xá cho các nhà lãnh đạo theo chủ nghĩa dân tộc cực đoan của Sự cố ngày 26 tháng 2, người đã cố gắng ám sát người cố vấn của mình là Saionji. Konoe đã giữ lại các bộ trưởng quân sự và pháp lý từ nội các trước đó khi đảm nhận chức vụ thủ tướng, và từ chối bổ nhiệm các bộ trưởng từ nội các chính trị các đảng phái, vì ông không quan tâm đến việc phục hồi chính quyền đảng. Một tháng sau, quân Nhật đụng độ với quân Trung Quốc gần Bắc Kinh trong Sự cố cầu Marco Polo. Tuy nhiên, giới lãnh đạo quân sự Nhật Bản đã có sự đồng thuận rằng quốc gia này chưa sẵn sàng cho chiến tranh với Trung Quốc và một hiệp định đình chiến đã được thực hiện vào ngày 11 tháng 7. Lệnh ngừng bắn bị phá vỡ vào ngày 20 tháng 7 sau khi chính phủ Konoe gửi thêm sư đoàn đến Trung Quốc, khiến chiến tranh toàn diện nổ ra.
Vào tháng 11 năm 1937, Konoe thiết lập một hệ thống hội nghị chung mới giữa chính quyền dân sự và quân đội được gọi là hội nghị liên lạc. Tham dự các cuộc họp liên lạc này có thủ tướng, bộ trưởng ngoại giao, các bộ trưởng quân đội và hải quân, cùng các tổng tham mưu trưởng của họ. Sự sắp xếp này dẫn đến sự mất cân bằng có lợi cho quân đội, vì mỗi thành viên tham dự đều có tiếng nói bình đẳng trong việc hoạch định chính sách.

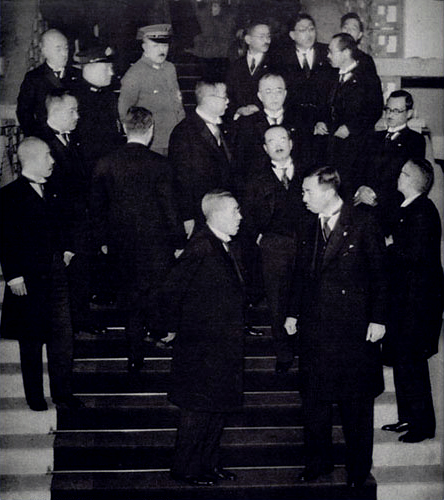
Thủ tướng Kiichirō Hiranuma (1867–1952, tại chức từ tháng 1 đến tháng 8 năm 1939, ở giữa, hàng đầu) và các thành viên trong nội các của ông, bao gồm Bộ trưởng không có danh mục đầu tư Konoe Fumimaro (bên phải Hiranuma), Bộ trưởng Nội vụ Kido Kōichi (hàng thứ hai, giữa Hiranuma và Konoe), Bộ trưởng Hải quân Yonai Mitsumasa (hàng sau, với bộ quân phục tối màu) và Bộ trưởng Chiến tranh Itagaki Seishirō (ở bên phải Yonai, với bộ quân phục nhẹ), vào ngày nhậm chức của ông

Trước khi chiếm được Nam Kinh, Tưởng Giới Thạch, thông qua đại sứ Đức tại Trung Quốc, đã cố gắng đàm phán, nhưng Konoe từ chối lời đề nghị.
Sau khi chiếm Nam Kinh, Quân đội Đế quốc Nhật Bản nghi ngờ về khả năng tiến lên thung lũng sông Dương Tử và ủng hộ việc chấp nhận lời đề nghị hòa giải của Đức để chấm dứt chiến tranh với Trung Quốc. Ngược lại, Konoe không quan tâm đến hòa bình,Bản mẫu:POV tuyên bố và thay vào đó chọn leo thang chiến tranh bằng cách đề xuất những điều khoản có chủ ý làm nhục mà ông biết Tưởng Giới Thạch sẽ không bao giờ chấp nhận để giành được "chiến thắng toàn diện" trước Trung Quốc.
Vào tháng 1 năm 1938, Konoe ban hành tuyên bố rằng hành động xâm lược của Quốc dân đảng vẫn không ngừng mặc dù thất bại, rằng nó đang "khiến người dân của mình phải chịu đau khổ tột cùng", và rằng Nhật Bản sẽ không đối phó với Tưởng nữa. Sáu ngày sau, ông có bài phát biểu trong đó đổ lỗi cho Trung Quốc về nguyên nhân khiến xung đột tiếp diễn. Sau đó, khi được yêu cầu làm rõ, Konoe nói rằng ý của ông không chỉ là không công nhận chế độ Tưởng mà còn là "từ chối nó" và sẽ "xóa bỏ nó". Nhà sử học người Mỹ Gerhard Weinberg đã viết về sự leo thang chiến tranh của Konoe: "Có một lần trong thập kỷ từ 1931 đến 1941, chính quyền dân sự ở Tokyo đã tập trung sức lực, lòng can đảm và sự khéo léo để bác bỏ quân đội về một vấn đề hòa bình lớn mà họ đã làm với kết quả chết người - gây hại cho Nhật Bản, gây hại cho Trung Quốc và cho chính Konoe."
Do mất cân bằng thương mại, Nhật Bản đã mất một lượng lớn vàng dự trữ vào cuối năm 1937. Konoe tin rằng một hệ thống kinh tế mới hướng tới khai thác tài nguyên miền bắc Trung Quốc là cách duy nhất để ngăn chặn tình trạng suy thoái kinh tế này. Để đáp lại việc Hoa Kỳ tiếp tục ủng hộ cái gọi là Chính sách mở cửa, Konoe đã từ chối nó "như ông đã làm kể từ Versailles, nhưng để ngỏ những lợi ích tiềm tàng của phương Tây ở miền nam Trung Quốc." Trong tuyên bố ngày 3 tháng 11 năm 1938, Konoe nói rằng Nhật Bản đang tìm kiếm một trật tự mới ở Đông Á, rằng Tưởng không còn lên tiếng cho Trung Quốc nữa, rằng Nhật Bản sẽ tái thiết Trung Quốc mà không cần sự giúp đỡ từ các cường quốc nước ngoài, và rằng mối quan hệ của Nhật Bản, Mãn Châu Quốc và Trung Quốc" sẽ "tạo ra một nền văn hóa mới và hiện thực hóa sự gắn kết kinh tế chặt chẽ trên khắp Đông Á."
Vào tháng 4 năm 1938, Konoe và quân đội đã thông qua Luật huy động chung của bang thông qua Quốc hội, trong đó tuyên bố tình trạng khẩn cấp, cho phép chính quyền trung ương kiểm soát tất cả nhân lực và vật chất, đồng thời phân bổ dòng nguyên liệu thô. nguyên liệu vào thị trường Nhật Bản. Nhật Bản tiếp tục chiến thắng tại Từ Châu, Hán Khẩu, Quảng Châu, Vũ Xương và Hán Dương, nhưng sự phản kháng của Trung Quốc vẫn tiếp tục. Konoe từ chức vào tháng 1 năm 1939, để lại cuộc chiến mà ông có vai trò lớn trong việc gây ra cho người khác kết thúc và được bổ nhiệm làm chủ tịch Hội đồng Cơ mật. Công chúng Nhật Bản, vốn được nói rằng cuộc chiến là một chuỗi thắng lợi bất tận, đã rất hoang mang.
Hiranuma Kiichirō kế nhiệm ông làm thủ tướng. Konoe đã được trao tặng hạng nhất Huân chương Mặt trời mọc vào năm 1939.